# Jaime Campos
Jaime Alfonso Campos Quiroga (Constitución, 16 de febrero de 1953) es un abogado, académico y político chileno. Se ha desempeñado como diputado de la República (1990-1994), ministro de Agricultura (2000-2006) en el gobierno del presidente Ricardo Lagos y ministro de Justicia y Derechos Humanos (2016-2018) en el segundo gobierno de Michelle Bachelet.

## Biografía

### Familia
Nació en Constitución, el 16 de febrero de 1955, hijo de José del Carmen Campo Díaz y de Olga Rosa Quiroga Henríquez.
Está casado desde 1984 con Yazmín Abad Sufán, con quien tiene tres hijos.

### Estudios y vida laboral
Realizó sus estudios primarios en la Escuela Pública N.º 1 de Constitución, y los secundarios en el Liceo de Hombres de esa misma ciudad y en el Internado del Liceo de Hombres de Talca. Una vez finalizada su etapa escolar, ingresó a la Facultad de Derecho de la Universidad de Concepción, donde obtuvo el grado de licenciado en ciencias jurídicas y sociales, con la tesis titulada La Constitución Política del Estado de Chile; en virtud de las modificaciones introducidas por los decretos leyes dictados durante los años 1973 y 1974. Juró como abogado el 29 de septiembre de 1975.
En el ámbito laboral se ha desarrollado como profesor en la Facultad de Derecho de la Universidad de Atacama, y ha dictado la cátedra de Derecho Penal de la Facultad de Ciencias Jurídicas y Sociales de su alma mater, desempeñándose como director del Departamento de Derecho Penal y miembro del Consejo de ese centro de estudios superiores. Integra la Asociación Internacional de Profesores de Derecho Penal, participando en numerosos seminarios y congresos nacionales e internacionales.
Fue presidente del Club Unión de su ciudad natal y del Círculo "Proa Maulina". Ha integrado el estudio jurídico Zúñiga, Donoso, Campos y asociados —actualmente Zúñiga Matus Campos Abogados—, fundado en 1994 y ha sido director de la Fundación ProyectAmerica y Chile 21 y director del Comité del Seguro Agrícola.

## Carrera política
Inició sus actividades políticas tempranamente, cuando ingresó al Partido Radical a la edad de doce años; luego, durante la época universitaria se desempeñó como presidente del Grupo Universitario Radical (GUR) de su universidad; y más adelante, fue representante comunal en Constitución del Comando por el «No» en el plebiscito de 1988. Luego fue elegido vicepresidente regional por la región del Maule y dirigente de la Concertación de Partidos por la Democracia.
En noviembre de 1989 fue elegido diputado por el distrito N.° 38 (Curepto, Constitución, Empedrado, Pencahue, Maule, San Clemente, Pelarco y Río Claro) con el 50,43 % de los votos, siendo el jefe de la bancada radical. Durante el periodo 1990-1994 integró la Comisión Permanente de Economía, Fomento y Desarrollo, y la de Régimen Interno, Administración y Reglamento. En la elección de 1993, a pesar de obtener el 22,70 % de los votos y el segundo lugar en la votación, no fue reelegido, terminando su cargo el 11 de marzo de 1994.

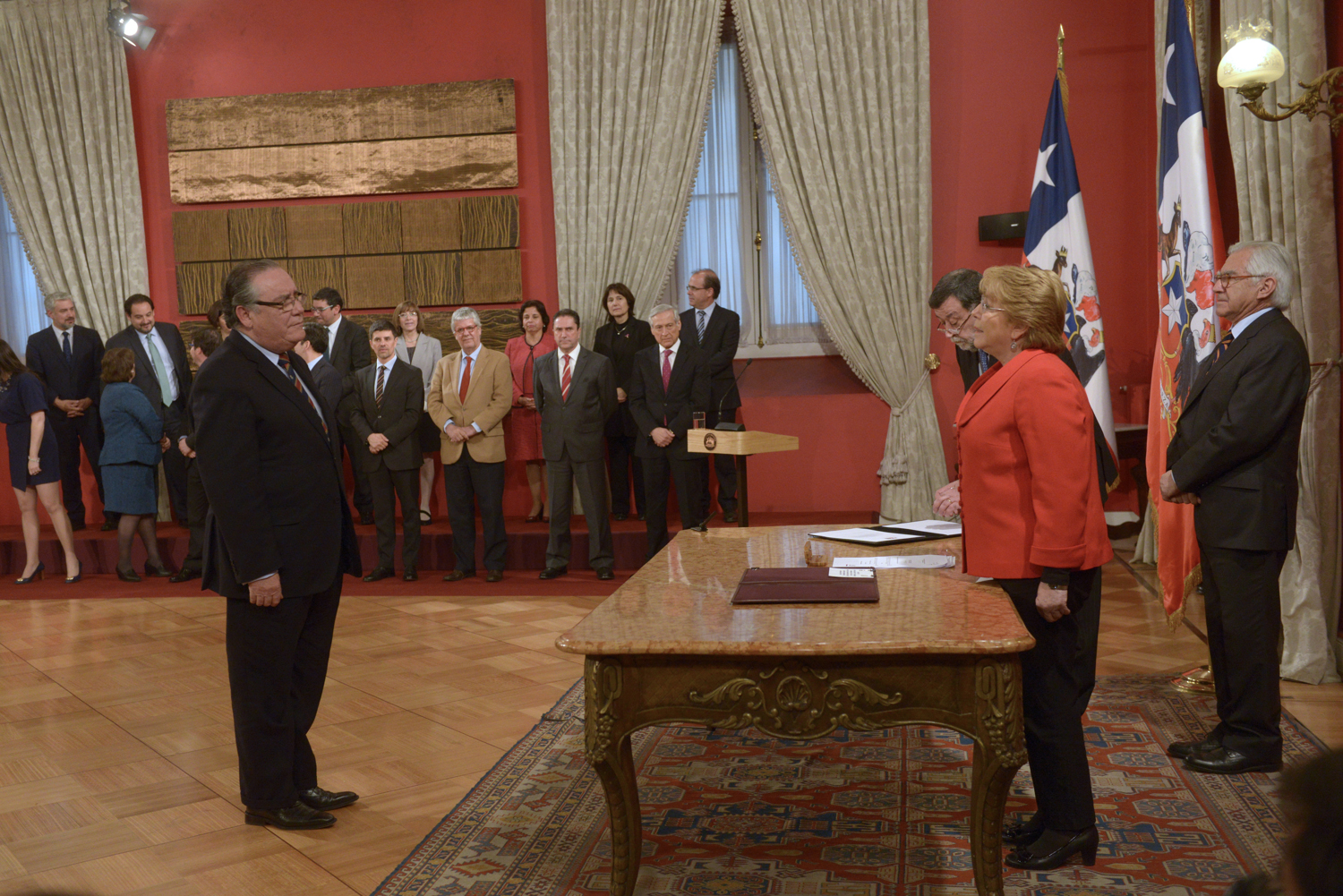
Campos jurando como ministro de Justicia en 2016.

En 1999 —ya como militante del Partido Radical Social Demócrata— fue coordinador de la Comisión Programa 2000 de la Concertación y presidente de la Comisión de Defensa Nacional. Posteriormente, en marzo de 2000, el presidente Ricardo Lagos lo designó ministro de Agricultura, acompañándolo a lo largo de todo su sexenio en esa cartera.
El 19 de octubre de 2016 fue designado como ministro de Justicia y Derechos Humanos por la presidenta Michelle Bachelet, en reemplazo de Javiera Blanco, cargo que ejerció hasta el 11 de marzo de 2018.

## Controversias
El 12 de marzo de 2018 la edición on line del diario La Tercera informó que en su calidad de ministro de Justicia del gobierno de Michelle Bachelet, se negó a firmar el decreto que declaraba el cierre del Penal de Punta Peuco, documento que ya llevaba la rúbrica de la presidenta, evitando así, el último designio de la mandataria saliente.

## Historial electoral

### Elecciones parlamentarias de 1989
- Elecciones parlamentarias de 1989, candidato a diputado para el Distrito 38, Curepto, Constitución, Empedrado, Pencahue, Maule, San Clemente, Pelarco y Río Claro[9]

### Elecciones parlamentarias de 1993
- Elecciones parlamentarias de 1993, candidato a diputado para el Distrito 38, Curepto, Constitución, Empedrado, Pencahue, Maule, San Clemente, Pelarco y Río Claro[10]